# Фонд Виктора Пинчука
Фонд Виктора Пинчука — один из крупнейших на Украине частных благотворительных фондов.
Создан в 2006 году.

## Основные направления работы
Фонд Виктора Пинчука занимается разработкой и реализацией благотворительных проектов на Украине и в других странах. Инвестиции направляются на поддержку проектов в области образования, науки, культуры, медицины.

## Руководство фонда
- Виктор Пинчук — Президент и основатель фонда
- Виктория Чернявская — Исполнительный директор
- Бйорн Гельдхоф — Арт-директор PinchukArtCentre
- Дмитрий Логвин — Исполнительный директор PinchukArtCentre
- Светлана Ковальчук — Директор департамента международных проектов / Исполнительный директор YES
- Наталья Вовк — Директор по коммуникациям [3]

## Реализованные проекты

### Неонатальные центры «Колыбели надежды»
При поддержке Фонда Виктора Пинчука развивается сеть неонатальных центров по всей Украине. Центры обеспечены современным оборудованием, проходят программы повышения квалификации медицинского персонала. По состоянию на начало 2013 г. открыто 32 центра «Колыбели надежды».

### Стипендиальная программа «Завтра. UA»
Фонд Виктора Пинчука предоставляет стипендии для талантливых украинских студентов, которые отбираются ежегодно на открытом всеукраинском конкурсе. Стипендиаты получают ежемесячную стипендию в размере 942 грн. на протяжении года. На сегодня Фонд поддерживает более 2000 стипендиатов со всей Украины.

### Проект «Всемирные студии»
Программа предоставляет поддержку украинцам в получении магистерской степени в ведущих зарубежных университетах. Участники проекта отбираются в ходе открытого общенационального конкурса. После получения диплома получатели гранта обязуются вернуться на Украину и отработать минимум 5 лет по специальности.

### Киевская школа экономики
Фонд поддерживает Киевскую школу экономики (KSE). Это учебное заведение предлагает международно-признанную полную двухлетнюю англоязычную магистерскую программу.

### Аспен-Украина
Совместно с институтом Аспен (США) Фонд Виктора Пинчука выступает организаторов семинаров на тему лидерства.

### PinchukArtCentre
Фонд поддерживает международный центр современного искусства PinchukArtCentre.

### Лекции
Фонд Виктора Пинчука выступает инициатором выступлений и лекций всемирно известных политиков, общественных деятелей и мыслителей перед украинской молодежью.
По приглашению Фонда Украину посетили:
- профессор международной политэкономии Университета Джонса Хопкинса Фрэнсис Фукуяма,
- Лауреат Нобелевской премии 2006 года Мухаммед Юнус,
- 9-й президент Всемирного банка Джеймс Вулфенсон,
- 65-й Госсекретарь США Колин Пауэлл,
- бывший Высокий представитель ЕС по вопросам внешней политики и политики безопасности Хавьер Солана,
- бывший вице-канцлер Германии Йошка Фишер,
- 42-й президент Соединенных Штатов Билл Клинтон,
- Президент Израиля Шимон Перес,
- бывший премьер-министр Великобритании Тони Блэр,
- бывший директор-распорядитель Международного валютного фонда Доминик Стросс-Кан и другие.

### Гордость страны
Ежегодная Национальная премия «Гордость страны» вручается украинцам, проявившим исключительную отвагу и самоотверженность.

### Фонд «Open Ukraine» и Дипломатический клуб
Фонд Виктора Пинчука оказывает поддержку деятельности частного внепартийного благотворительного фонда «Open Ukraine», который был основан Арсением Яценюком в 2007 году. Совместным проектом фонда «Open Ukraine» и Фонда Виктора Пинчука является Дипломатический клуб -неформальный форум по вопросам внешней политики Украины.